# Glosberg

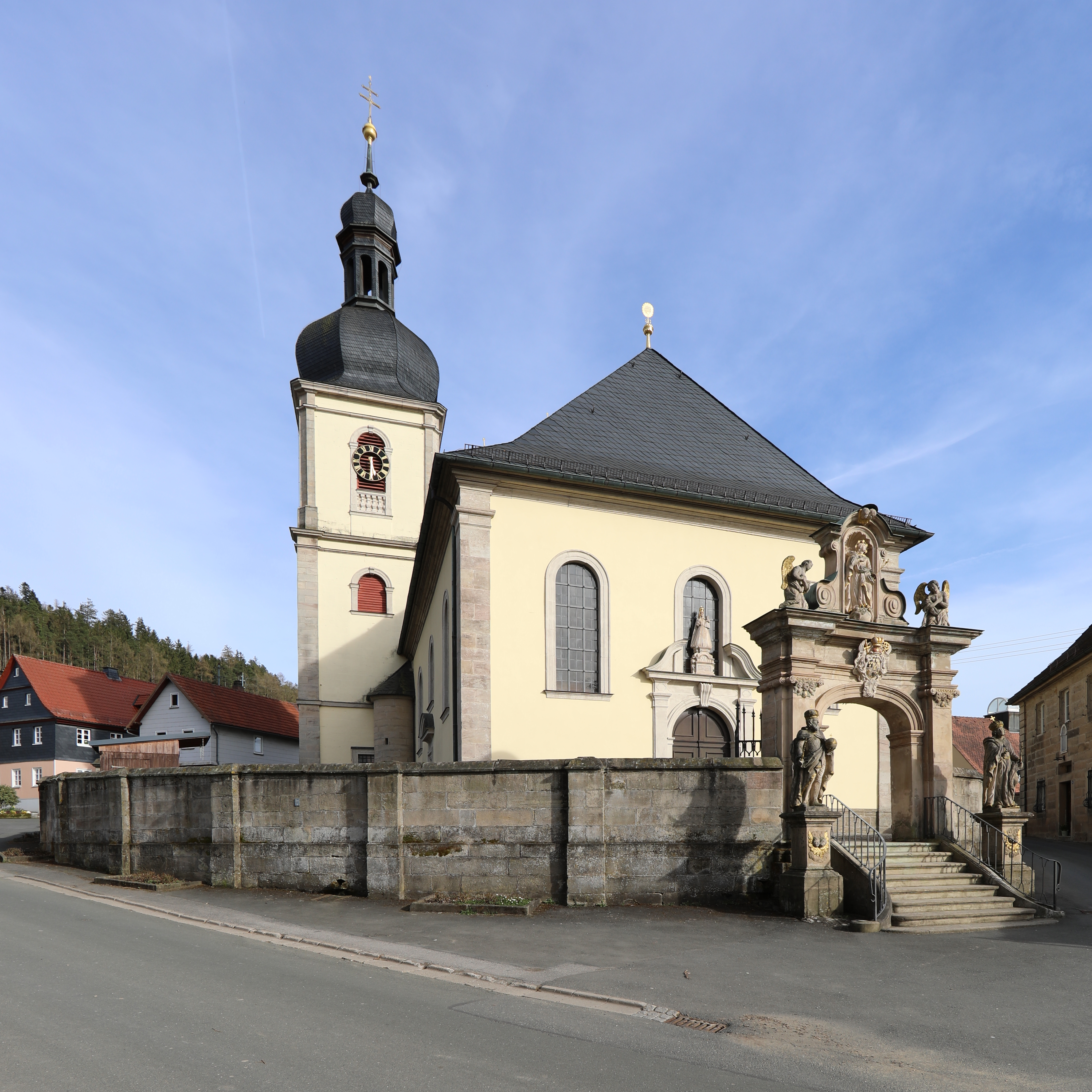
Wallfahrtskirche „Mariä Geburt“

Glosberg (oberfränkisch: Gloschberch) ist ein Gemeindeteil der Kreisstadt Kronach im oberfränkischen Landkreis Kronach in Bayern.

## Geographie
Das Pfarrdorf liegt am westlichen Hang des Rauscherbergs (523 m ü. NHN). Ein weiterer Teil des Ortes – Neuglosberg genannt – liegt im Talgrund der Haßlach an der B 85, anschließend an Gundelsdorf. Durch den Ortskern fließt der Glosberger Graben, der in Gundelsdorf in die Haßlach mündet. An den Einödhöfen Vonz und Birkach sowie an mehreren Fischteichen entlang zieht sich der Birkacher Graben, der bei Knellendorf ebenfalls in die Haßlach mündet. Der Reitscher Bach entspringt in der Glosberger Gemarkung und bildet in der unteren Hälfte bis zur Einmündung in die Haßlach die Grenze zur Nachbargemeinde Stockheim.
Gemeindeverbindungsstraßen führen nach Reitsch (1,8 km nordwestlich), nach Neuglosberg zur B 85 (1,1 km westlich), zur Kreisstraße KC 25 bei Gundelsdorf (1,5 km südwestlich), über Birkach zur KC 25 (1,2 km südlich) und über Letzenhof ebenfalls zur KC 25 (1,9 km südöstlich). Durch den Ort verläuft der Fränkische Marienweg.

## Geschichte
Die erste urkundliche Erwähnung des Ortes war im Jahr 1325.
Gegen Ende des 18. Jahrhunderts bestand Glosberg aus 17 Anwesen (2 halbe Höfe, 2 Güter, 11 halbe Güter, 2 Viertelgüter). Das Hochgericht übte das bambergische Centamt Kronach aus. Die Dorf- und Gemeindeherrschaft hatte das Vogteiamt Kronach inne. Grundherr der Anwesen war das Kastenamt Kronach. Außerdem gab es eine Kirche, ein Hospiz, ein Schulhaus und ein Gemeindehirtenhaus.
Glosberg kam durch den Reichsdeputationshauptschluss im Jahr 1803 zum Kurfürstentum Bayern. Mit dem Gemeindeedikt wurde Glosberg dem 1808 gebildeten Steuerdistrikt Reitsch zugewiesen. Mit dem Zweiten Gemeindeedikt (1818) entstand die Ruralgemeinde Glosberg, zu der Birkach, Letzenberg, Letzenhof und Vonz gehörten. Sie war in Verwaltung und Gerichtsbarkeit dem Landgericht Kronach zugeordnet und in der Finanzverwaltung dem Rentamt Kronach, 1919 in Finanzamt Kronach umbenannt. Ab 1862 gehörte Glosberg zum Bezirksamt Kronach (1939 in Landkreis Kronach umbenannt). Die Gerichtsbarkeit blieb beim Landgericht Kronach (1879 in das Amtsgericht Kronach umgewandelt). Die Gemeinde hatte eine Fläche von 7,402 km². Nach dem Zweiten Weltkrieg wurde auf dem Gemeindegebiet Neuglosberg gegründet.
Im Zuge der Gebietsreform in Bayern wurde die Gemeinde Glosberg am 1. Mai 1978 in Kronach eingegliedert.

### Baudenkmäler
In Glosberg gibt es 14 Baudenkmäler:
- Katholische Pfarrkirche Mariä Geburt mit Friedhofsmauer
- Pfarrhaus
- 6 Wohn(stall)häuser[8]
- Waldkapelle St. Maria
- Sieben Kreuzwegstationen
- Fünf-Wunden-Kreuz
- Bildstock beim Friedhof, Bildstock am südöstlichen Ortsausgang

### Einwohnerentwicklung
Gemeinde Glosberg
| Jahr | Einwohner | Häuser | Quelle |
| ---- | --------- | ------ | ------ |
| 1840 | 236       |        | [ 9 ]  |
| 1852 | 216       |        | [ 9 ]  |
| 1855 | 222       |        | [ 9 ]  |
| 1861 | 224       |        | [ 10 ] |
| 1867 | 252       |        | [ 11 ] |
| 1871 | 230       | 30     | [ 12 ] |
| 1875 | 241       |        | [ 13 ] |
| 1880 | 257       |        | [ 14 ] |
| 1885 | 227       | 32     | [ 15 ] |
| 1890 | 210       | 33     | [ 16 ] |
| 1895 | 197       |        | [ 9 ]  |
| 1900 | 204       | 33     | [ 17 ] |

| Jahr | Einwohner | Häuser | Quelle |
| ---- | --------- | ------ | ------ |
| 1905 | 269       |        | [ 9 ]  |
| 1910 | 321       |        | [ 18 ] |
| 1919 | 287       |        | [ 9 ]  |
| 1925 | 292       | 45     | [ 19 ] |
| 1933 | 265       |        | [ 9 ]  |
| 1939 | 274       |        | [ 9 ]  |
| 1946 | 405       |        | [ 9 ]  |
| 1950 | 399       | 49     | [ 20 ] |
| 1952 | 392       |        | [ 9 ]  |
| 1961 | 350       | 66     | [ 6 ]  |
| 1970 | 388       |        | [ 21 ] |

Ort Glosberg
| Jahr      | 001818 | 001861 | 001871 | 001885 | 001900 | 001925 | 001950 | 001961 | 001970 | 001987 | 002011 |
| Einwohner | 117    | 151    | 161    | 175    | 149    | 247    | 249    | 318    | 364    | 417    | 390    |
| Häuser    | 20     |        |        | 24     | 24     | 39     | 32     | 61     |        | 103    |        |
| Quelle    | [ 5 ]  | [ 10 ] | [ 12 ] | [ 15 ] | [ 17 ] | [ 19 ] | [ 20 ] | [ 6 ]  | [ 21 ] | [ 22 ] |        |

## Ortssprecher
Seit dem 30. November 2023 gibt es in Glosberg mit dem damals 27-jährigen Alexander Simon wieder einen Ortssprecher mit Sitz im Kronacher Stadtrat.

## Religion
Die katholische Pfarr- und Wallfahrtskirche Mariä Geburt (Glosberg) war bis 1810 eine Filiale von St. Johannes der Täufer in Kronach. Bis zur ersten Hälfte des 20. Jahrhunderts war der Ort überwiegend katholisch.
Wallfahrten nach Glosberg finden seit 1530 statt. Im Zentrum des Ortes steht seit 1734 die katholische Wallfahrtskirche Mariä Geburt. Mit dem Bau wurde 1730 begonnen, nachdem drei Jahre zuvor die Marienstatue der einstigen Kapelle dreimal blutige Tränen geweint haben soll. Zum Wallfahrtsort gehört ein Kreuzweg, an dem die sieben Schmerzen Marias dargestellt sind und der an einer Waldkapelle auf dem Rauscherberg endet.

## Vereine
In Glosberg gibt es mehrere Vereine. Künstlerisch kann man im Theaterverein oder im Musikverein Glosberg tätig werden. Sportlich geht es im Fahrradverein Concordia Glosberg, bei den FCN-Freunden sowie im Spielverein zu. Die Freiwillige Feuerwehr schützt Hab und Gut des Dorfes. Die Vereine organisieren regelmäßige Veranstaltungen (Ausflüge, Feste, Aufführungen, Wettbewerbe), die von der Bevölkerung gut angenommen werden.

## Bildung
Bis 2006 gab es eine Bücherei im Pfarrheim des Ortes. Ein Schulgebäude mit zwei Klassenzimmern existierte von 1953 bis 2005 und wurde aufgrund der geringen Schülerzahlen geschlossen.

## Sonstiges

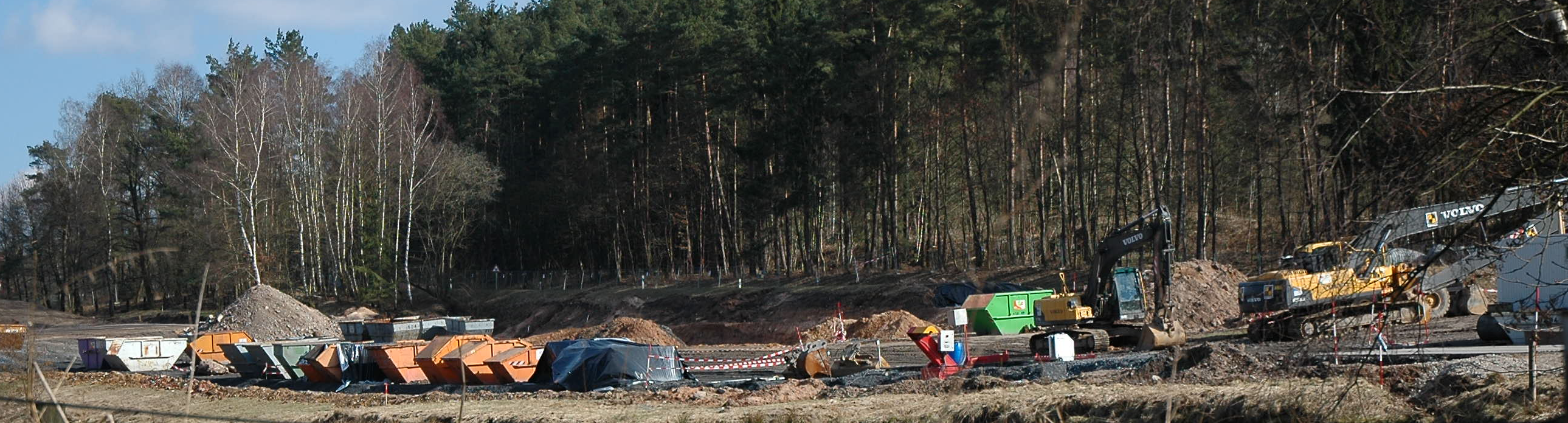
Säureharzdeponie nahe Birkach

In Glosberg und seiner Gemarkung gibt es drei Gasthäuser, eine Tankstelle, eine Kompostanlage und einen Wertstoffhof.
Ab September 2010 wurde eine Säureharzdeponie nahe Birkach ausgehoben; dabei wurden ca. 3.000 Tonnen Säureharz und weitere 15.000 Tonnen belasteter Boden entsorgt. Eine Kronacher Mineralölfirma hatte an dieser Stelle zwischen 1949 und 1962 Abfallprodukte aus der Ölaufbereitung eingebracht. Zwischenzeitlich wurden nochmals ca. 200 Fässer gefunden, die bei früheren Probebohrungen nicht entdeckt worden waren. Diese Fässer befanden sich so nahe an der Kreisstraße 25, dass diese gesperrt und in einem Teilabschnitt abgetragen werden musste, um den Boden darunter entsorgen zu können.